# Avenue de la Close
L'avenue de la Close est une voie nantaise dans le quartier Breil - Barberie.

## Situation et accès
Cette artère part du boulevard Robert-Schuman pour aboutir Petit Chemin de la Gaudinière.

## Historique

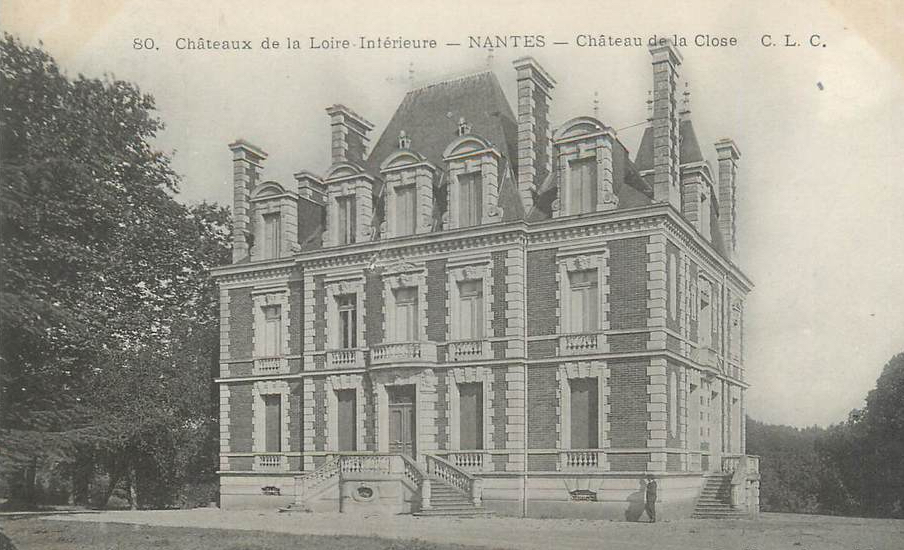
L'ancien château de la Close.

Il existait dans cette artère un château, construit au XVIIIe siècle, qui défraya la chronique locale en janvier 1927, lorsque la haute société nantaise : les Decré, Guillon, Grandjouan, La Motte ou Bejarry, se livrèrent à une nuit d'orgie au champagne. Le scandale, alimenté par la rumeur, sera étalé au grand jour, au moment où les journaux s'emparèrent de l'affaire. Les chanteurs des rues en firent des chansons, Camille Bryen s'en inspira pour celle intitulée : Surprise-party. Au mois de mars suivant, le journal socialiste Le Travailleur de l'Ouest attaque (sans donner de noms, bien qu'ils soient connus) au motif de l'hypocrisie des classes dirigeantes et les dépenses extravagantes. La population se réjouissant de la contradiction entre les leçons de morale qui lui sont dispensées et les agissements paillards de ces mondains, voire demi-mondains - quelques femmes à la vertu notoirement dissolue ayant été conviées (les historiens Jean-Louis Bodinier et Didier Guyvarc'h, rédigèrent un ouvrage sur ce scandale). Les autorités municipales tentèrent d'étouffer le scandale en appliquant une véritable censure : ainsi, les chanteurs des rues nombreux dans la ville à cette époque furent étroitement surveillés, tandis que trois chars évoquant l'affaire de façon ironique et qui devaient défiler pour la mi-carême cette année-là, furent contraints de rester dans les hangars.

## Bâtiments remarquables et lieux de mémoire
Le no 19 de la rue accueille un quartier de semi-liberté pour homme.